# Коноводов, Иван Никитич
Иван Никитич Коноводов (1885—1967) — русский военный, генерал-майор, член Круга спасения Дона, коллаборант.

## Биография
Иван Коноводов родился 19 октября 1885 года в хуторе Беленском станицы Гундоровской Области Войска Донского. Происходил из казачьей семьи, будучи вторым сыном Никиты Андриановича Коноводова и его жены — Варвары Ильиничны, урождённой Ушаковой.
Первоначальное образование получил в станичном двухклассном училище, после которого помогал отцу в хозяйстве.
Несколько раз поступал в Каменское реальное училище, но поступил в Новочеркасское юнкерское училище (1905).
В 1908 году был произведён в чин хорунжего и вышел на службу в 3-й Донской казачий полк.
Первую мировую войну провел в рядах 20-го Донского казачьего полка, делегатом которого в мае 1917 года был послан на Первый Донской Круг. Вернувшись на Дон в конце       1917 года, после развала Русской армии, принял участие в формировании Гундоровского полка и командовал им некоторое время в 1918 году. Был членом Круга спасения Дона, восстановившего Донскую государственность.
В следующие годы борьбы за Казачий Присуд состоял командиром 6-й пешей бригады и 8-й Донской казачьей дивизии; три раза был ранен и раз тяжело контужен, награждён многими боевыми орденами. В ноябре 1919 года был произведён в генерал-майоры.
В 1920 году был эвакуирован из Крыма на остров Лемнос в Турции. Проживал в Болгарии, с августа 1928 во Франции. Находясь во Франции и будучи сторонником Казачьего национально-освободительного движения (КНОД), печатался в парижском журнале «Казачье Единство» и некоторое время был его редактором. С конца 1920-х годов считался командиром Гундоровского георгиевского полка в эмиграции. 
В 1940-е годы стал коллаборантом. Летом 1941 г. представитель КНОДа во Франции, генерал-майор И. Н. Коноводов выступил с обращением: 
Господа офицеры, славная казачья интеллигенция, доблестное и жертвенное всегда казачество. В эти судьбоносные дни, когда цвет германского народа идет и умирает в борьбе с жидо-большевизмом, время нам положить конец унынию… и скорее стать в свои казачьи национальные ряды и под руководством Вождя Европы идти вперед на бой кровавый за свой Казачий Угол и Порог, как составную равнозначную единицу в сонме доблестных народов Европы.
Коноводов вёл пропагандистскую работу в казачьих частях Вермахта. В газете «На казачьем посту» № 17 от 1 января 1944 года была помещена статья Коноводова И. Н., в которой он утверждал: 
Казачий вопрос в принципе разрешён, и казачество принято под покровительство Вождём новой Европы Адольфом Гитлером и его армии, с которой мы спаяны кровью на полях сражений. Всем казакам надлежит:
– Всякие споры и пререкания прекратить, ибо они теперь бесплодны. Казачий вопрос ясен.
– Слиться в единую монолитную братскую казачью семью.
– Каждому казаку на всех путях военного и гражданского сотрудничества всеми силами и средствами помогать властям, поставленным фюрером.
– Казакам, не состоящим в армии, вести пропаганду за идеалы нового порядка в Европе.
Тем казакам, у которых ещё не застыла кровь казачья, быть каждую минуту готовыми стать на святое место в строй».
Умер в Париже 21 января 1967 года.

## Награды
Имел награды Российской империи и Белого движения.